# Wanja Slavin

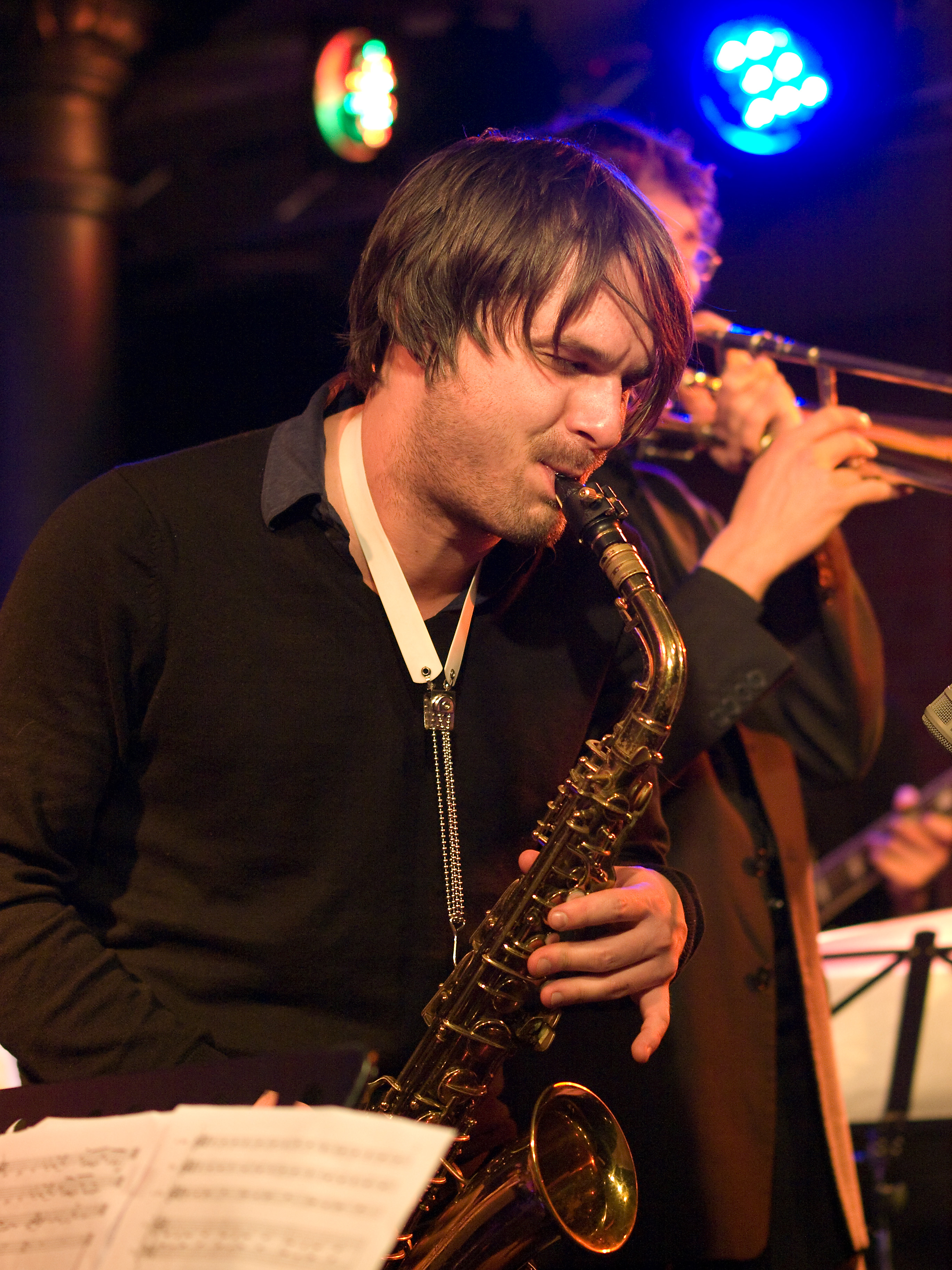
Wanja Slavin im Jazzclub Unterfahrt (München 2009)

Wanja Slavin (* 1982 in Freiburg im Breisgau) ist ein deutscher Jazzmusiker (Saxophon, Komposition, auch Klarinette, Flöte, Piano), der sich auch als Musikproduzent betätigt.

## Wirken
Slavin studierte bei Leszek Zadlo Saxophon und spielte u. a. mit Kenny Wheeler, Médéric Collignon, John Schröder, Nick McCarthy, Rudi Mahall, Joachim Kühn sowie Peter Evans. 2006/07 war er mit seinen Projekten auf dem Münchner Klaviersommer aufgetreten; 2009 spielte er mit seinem Sextett auf dem Moers Festival. Beim BMW Welt Jazz Award 2011 kam Slavin mit seiner Formation Lotus Eaters auf den zweiten Platz, der 5.000 Euro einbrachte (hinter Nils Wograms Root 70). 2015 spielte Slavin im Trio mit Petter Eldh und Christian Lillinger in der Band Starlight,  die sich später um den New Yorker Trompeter Peter Evans erweiterte und in Amok Amor umbenannt wurde. Des Weiteren ist er auf Tonträgern von Paulo Cardoso, Christian Lillinger, Gerhard Gschlößl, Christophe Schweizer, Johannes Lauer, Anna Maria Sturm, Niels Klein, Arne Huber, Mirna Bogdanović, Jonas Sorgenfrei, Felix Henkelhausen, Dexter Francis Mason, Marek Johnson, Rainer Böhm oder Fabian Arends zu hören. Von 2005 bis 2011 lebte Wanja Slavin in Berlin; seither lebt er zurückgezogen in den Wäldern Brandenburgs.

## Preise (Auswahl)
2014 wurde ihm für das Album Slavin-Eldh-Lillinger der ECHO Jazz als Instrumentalist des Jahres national Saxophon/Woodwinds verliehen.
2020 mit wurde er mit der Band Slavin-Henkelhausen-Merk im Rahmen des neuen Deutschen Jazzpreises ausgezeichnet. 2021 war er als Saxophonist für den Deutschen Jazzpreis nominiert und gewann 2021 den ersten Platz beim BMW Welt Jazz Award mit dem Peter Gall Quintet. Das von ihm produzierte Album „Confrontation“ von Mirna Bogdanovic wurde 2021 mit dem Deutschen Jazzpreis in der Kategorie
Debüt-Album des Jahres ausgezeichnet. 2025 erhielt er den Jazzpreis Brandenburg.

## Diskografie (Auswahl)
- Djaosch Macholi Orchester, 2001

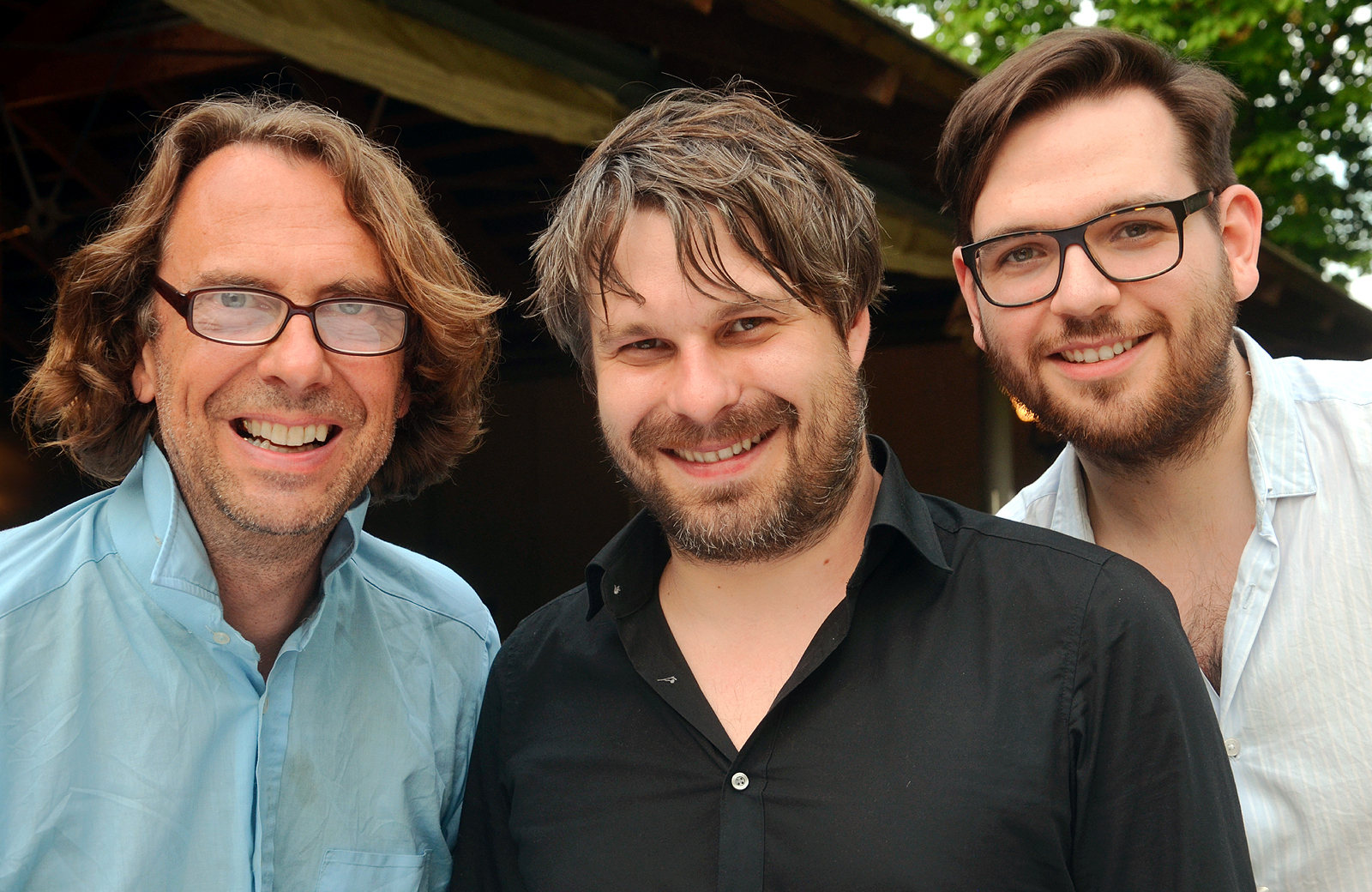
Das „Triebwerk“: Wanja Slavin (Mitte) mit Ludwig Hornung (rechts) John Schröder;
2017 nach einem Konzert auf dem Hermannshof in Völksen

- Hipnosis Jazz, 2003 (mit Gerhard Gschlößl, Ralph Kiefer, Jerker Kluge, Martin Kolb)
- Off Minor. Wanja Slavin meets Marc Schmolling, 2003
- Hipnosis Carrousel, 2005 (mit Gerhard Gschlößl, Ralph Kiefer, Jerker Kluge, Martin Kolb)
- Wanja Slavin Quintet feat. Médéric Collignon Scirocco, 2009 (mit Ronny Graupe, Karsten Hochapfel°, Robert Landfermann, Christian Lillinger)
- Wanja Slavin Lotus Eaters For Very Sad and Very Tired Lotus Eaters, 2014 (mit Rainer Böhm, Andreas Lang, Tobias Backhaus, Philipp Gropper)
- Eldh, Lillinger, Slavin, Evans Amok Amor
- Peter Meyer/Wanja Slavin/Bernhard Meyer/Jim Black: Other Animal (Traumton, 2018)
- Wanja Slavin, Kalle Kalima, Ronny Graupe, Oliver Steidle: ROWK (Out of the Shed 2023)
- Wanja Slavin Lotus Eaters Salvation, 2018 (mit Philipp Gropper, Erik Kimestad Pedersen, Rainer Böhm, Bernhard Meyer, Nasheet Waits, Andreas Lang, Tobias Backhaus, Ivars Arutyunyan, Tom Arthurs)[4] (WhyPlayJazz)
- LIUN & The Science Fiction Band Time Rewind (Enja Yellowbird 2019)
- LIUN & The Science Fiction Band Lily of the Nile (Heartcore Records 2022)
- LIUN & The Science Fiction Band DOES IT MAKE YOU LOVE YOUR LIVE (Heartcore Records 2025)
- Dexter Francis Mason I'm In The Garden (Wet Paint 2023)
- Marek Johnson Mumbling On The Floor (Papercup Records 2024)